# CD-ROM-Katalog
Ein CD-ROM-Katalog ist ein Bibliothekskatalog, der aus CD-ROMs besteht, auf denen die Katalogdaten in maschinenlesbarer Form abgespeichert sind. CD-ROM-Kataloge sind heute kaum noch in Gebrauch.
Der Katalogbenutzer kann so über eine einzige CD-ROM auf den gesamten Katalog zugreifen, da sich auch größere Bestandsverzeichnisse auf nur einem Datenträger speichern lassen. Die Suche im Katalog bietet ähnliche Möglichkeiten (mehrdimensionale Suche) wie die im moderneren Online-Katalog. Der Nachteil des CD-ROM-Katalogs gegenüber Online-Katalogen besteht darin, dass Ergänzungen und Änderungen auf CD-ROMs nicht möglich sind, weshalb die Katalogdaten schon dann nicht mehr aktuell sind, sobald beispielsweise ein neues Buch in den Katalog aufgenommen wird. Auch kann der Ausleihstatus einer Publikation auf der CD-ROM nicht abgefragt und es können keine Vormerkungen auf Medien getroffen werden.